# Vi som aldrig landat
Vi som aldrig landat utkom 2004 och är Patrik Isakssons tredje studioalbum.
Albumet släpptes den 28 januari 2004. Den första singeln var 1985 som bland annat omnämner Bruce Springsteens konsert på Ullevi i juni 1985. Albumet placerade sig som högst på nionde plats på försäljningslistan för album i Sverige.
Isaksson hade samarbetat med producenten Anders Glenmark på sina första två album men detta album producerades istället av Peter Kvint som tidigare hade arbetat med The Ark och Eskobar. Han fick också hjälp av Peter LeMarc att skriva text.

## Spår
1. 1985
2. En chans till
3. Vi som aldrig landat
4. Innan dagen gryr
5. Kom med mig hem
6. Det kunde varit jag
7. Min tur
8. Balladen om ensamhet
9. Som på film
10. Låtsasvärld
11. Slå sig fri
12. Sommarrush

## Listplaceringar
| Lista (2004) | Topplacering |
| ------------ | ------------ |
| Sverige      | 9            |